# Lester Lanin
Nathaniel Lester Lanin (Philadelphia, 26 augustus 1907 - New York, 27 oktober 2004) was een Amerikaanse bigband-leider die dansmuziek- en popmuziek speelde en dan vooral voor de rijken en machtigen van de aarde. Hij was sterk in medleys. 
Lanin kwam uit een grote familie van Russisch-Joodse immigranten. Twee broers, Sam en Howard werden eveneens bandleiders. Aanvankelijk wilde hij advocaat worden, maar hij koos uiteindelijk voor de muziek. In tegenstelling tot zijn broer Sam, die jazz speelde, ging Lester Lanin de kant van de rustige, smaakvolle en niet al te heftige dansmuziek op. Vanaf 1927 leidde hij groepen die bij rijke families thuis speelden, in Philadelphia en New York. In 1930 speelde hij op een gala voor de filantroop en erfgename Barbara Hutton, een gebeurtenis die zoveel aandacht in de pers kreeg, dat Lanin meteen een ster werd, evenals Hutton overigens. Hij werd een grote naam in de muziekwereld en trad op voor koningen en koninginnen over de hele wereld. Ook werd hij steevast uitgenodigd op het inaugurele bal op het Witte Huis, tot en met het bal voor Jimmy Carter. Hij was beroemd om zijn perfect uitgevoerde medleys en zijn populariteit nam in het tijdperk van de langspeelplaten alleen nog maar toe. Veel platen haalden een notering in de Billboard top 200. Hij trad op tot in de jaren negentig en speelde in 1999 zichzelf in de zwart-wit komedie Man of the Century, een film van Adam Abraham.

## Discografie (selectie)
- Everybody Dance, Columbia
- Narrowing the Generation Gap, Metromedia
- Thoroughly Modern, Audio Fidelity
- This is Society Dance Music, Epic